# Podocarpus matudae
Podocarpus matudae es una especie que pertenece a la familia Podocarpaceae, algunos de sus nombres comunes en México son: Palmilla, Bedetate, Ciprecillo, Curus-té (maya), Chibix Xi Wits, Chusnito.

## Clasificación y descripción
Árboles grandes de hasta de 20 m de alto, el tronco hasta de 1,5 m o más de diámetro; yemas terminales grandes, largas, con escamas estrechamente lanceoladas, algo abiertas; hojas coriáceas (con textura de cuero), lanceoladas (con forma de punta de lanza, angostamente elíptico con los extremos agudos), de 4 a 9 cm de largo, y de 10 a 15 mm de ancho; conos masculinos, sésiles, cilíndricos, naciendo de las yemas axilares del crecimiento anterior, de 3 a 3,5 cm de longitud por 4 mm de ancho, rodeados por amplias escamas; conos con semillas sobre pedúnculos cortos de 4 a 6 mm de largo, receptáculo formado por un par de gruesas escamas fusionadas, de 4 a 6 mm de largo, con ápices obtusos; semillas de 8 a 10 mm de largo por 7 a 8 mm de ancho.

## Distribución y ambiente
Bosque mesófilo de montaña, bosque de pino – encino, bosque de pino. Se encuentra a una altitud de 160 – 2900 m s. n. m. México (Chiapas, Jalisco, Michoacán, Nayarit, Oaxaca, Puebla, Querétaro, San Luis Potosí, Tamaulipas, Veracruz), El Salvador, Guatemala, Honduras.

## Estado de conservación
Es una especie codominante del estrato arbóreo superior de la selva mediana o baja siempre verde, así como de los bosques caducos. Parece constituir un recurso forestal maderable de buena calidad y de uso local principalmente, y tiene importancia ecológica como fuente de alimento para especies de la fauna, y sin duda influye en la dinámica de los ecosistemas donde habita. Se extrae para madera, es buena para construcción. Esta especie tiene una categoría de especie en Protección especial (PR).